# María Valverde
María Valverde Rodríguez (Carabanchel, 24 de março de 1987), mais conhecida como Maria Valverde, é uma atriz espanhola.

## Biografia e carreira
María Valverde Rodríguez nasceu em 24 de março de 1987 em Carabanchel, Espanha.
Aos 16 anos, Valverde teve um papel importante em La Flaqueza del Bolchevique, pela qual ganhou a Melhor Atriz Nova no 18º Prêmio Goya. Seus outros filmes incluem Melissa P., baseada no livro Cem movimentos da escova antes de dormir, de Melissa Panarello e Três Metros Sobre o Cielo.
Em 2009, Valverde fez sua estreia internacional no filme Cracks, produzido por Ridley Scott e dirigido por sua filha, Jordan Scott. 
Em 2014, integrou o elenco do filme Êxodo: Deuses e Reis como Zípora, dirigido por Ridley Scott, ao lado de Christian Bale, Joel Edgerton, Sigourney Weaver e Ben Kingsley.  
Em 2015, ela desempenhou o papel principal no drama Broken Horses, co-estrelando com Anton Yelchin.

## Vida pessoal
De 2009 a 2014, teve um relacionamento com o ator espanhol Mario Casas, com quem ela estrelou três filmes.

## Filmografia

### Filme
| Ano  | Titulo                        | Papel                 | Notas               |
| ---- | ----------------------------- | --------------------- | ------------------- |
| 2003 | The Weakness of the Bolshevik | María                 |                     |
| 2003 | Cuando Nadie nos Mira         | Anna                  |                     |
| 2004 | Body Confusion                | Cuca                  |                     |
| 2005 | Vorvik                        | Sofía                 |                     |
| 2005 | Melissa P.                    | Melissa Panarello     |                     |
| 2006 | The Borgia                    | Lucrecia Borgia       |                     |
| 2006 | Válido para un baile          |                       |                     |
| 2007 | Thieves                       | Sara                  |                     |
| 2007 | The King of the Mountain      | Bea                   |                     |
| 2007 | Las Lágrimas del Cisne        |                       |                     |
| 2007 | The Sandman                   | Lola                  |                     |
| 2008 | The Anarchist's Wife          | Manuela               |                     |
| 2009 | Cracks                        | Fiamma Coronna        |                     |
| 2010 | Tres Metros Sobre el Cielo    | Babi                  |                     |
| 2011 | Madrid, 1987                  | Ángela                |                     |
| 2012 | A puerta fría                 | Inés                  |                     |
| 2012 | Tengo Ganas de Ti             | Babi                  |                     |
| 2013 | The Mule                      | Conchi                |                     |
| 2013 | The Liberator                 | Maria Theresa Bolívar |                     |
| 2014 | Tú y Yo                       | Laura                 |                     |
| 2014 | Exodus: Gods and Kings        | Zipporah              |                     |
| 2014 | A Lonely Sun Story            | Linda                 |                     |
| 2015 | Broken Horses                 | Vittoria              |                     |
| 2015 | Ahora o Nunca                 | Eva                   |                     |
| 2015 | ¿Y Tú Por Qué Viajas?         |                       |                     |
| 2016 | La Carga                      | Elisa                 |                     |
| 2016 | Ali and Nino                  | Nino Kipiani          |                     |
| 2016 | Guernica                      | Teresa                |                     |
| 2016 | The Limehouse Golem           | Aveline Ortega        |                     |
| 2017 | Back to Burgundy              | Alicia                |                     |
| 2017 | Plonger                       | Paz Aguilera          |                     |
| 2018 | 400 Boys                      | Paiva                 |                     |
| 2018 | Galveston                     | Carmen                |                     |
| 2019 | Spider                        |                       | Filme; pós produção |

### Televisão
| Ano  | Titulo   | Papel              | Notas |
| ---- | -------- | ------------------ | ----- |
| 2012 | La Fuga  | Anna Serra         |       |
| 2013 | Hermanos | Virginia Rodríguez |       |